# أليس لانغ
أليس لانغ (بالإنجليزية: Alice Lang)‏ هي فنانة أسترالية، ولدت في 18 مارس 1984.